# Dichroitisches Prisma
Ein dichroitisches Prisma ist ein optisches Prisma, das einen Lichtstrahl in zwei Strahlen unterschiedlicher Farben bzw. Spektren aufteilt. Es wird gewöhnlich aus Glas gefertigt, wobei bestimmte Oberflächen mit dichroitischen Spiegeln versehen sind, die Licht abhängig von dessen Wellenlänge reflektieren oder durchlassen.

## Funktion und Anwendung
Eine Anwendung findet sich in Farb-Videokameras mit drei CCD-Sensoren, bei dem sogenannten 3-Chip-CCD-Verfahren. Hier werden zwei dichroitische Prismen verwendet, wie in nachfolgenden Abbildungen dargestellt, um das Licht in Rot-, Grün- und Blauanteil zu zerlegen, und diese je einem zugeordneten Bildsensor (CCD) zugeführt. 
Der Lichtstrahl tritt in das erste Prisma (A) ein. Der Blauanteil wird von dem dichroitischen Filter (F1) reflektiert, während längere Wellenlängen passieren können.

Schematischer Aufbau eines dichroitischen RGB-Prisma der Firma Philips

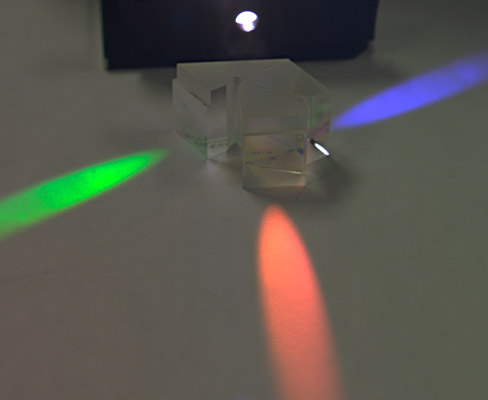
Dichroitisches RGB-Prisma, welches von hinten mit weißem Licht bestrahlt wird

Diese treten in das zweite Prisma (B) ein und werden durch einen zweiten Filter (F2) geteilt, welcher den Rotanteil des Lichts reflektiert.
Der verbliebene Grünanteil tritt hinten aus. Die Winkel der Prismen sind so gewählt, dass Blau- und Rotanteil mittels Totalreflexion in dem Prisma umgelenkt werden. Hierfür ist auch ein kleiner Luftspalt zwischen den Prismen (A) und (B) vorhanden. Um die Farbcharakteristik zu verbessern werden häufig noch weitere Filter verwendet. 

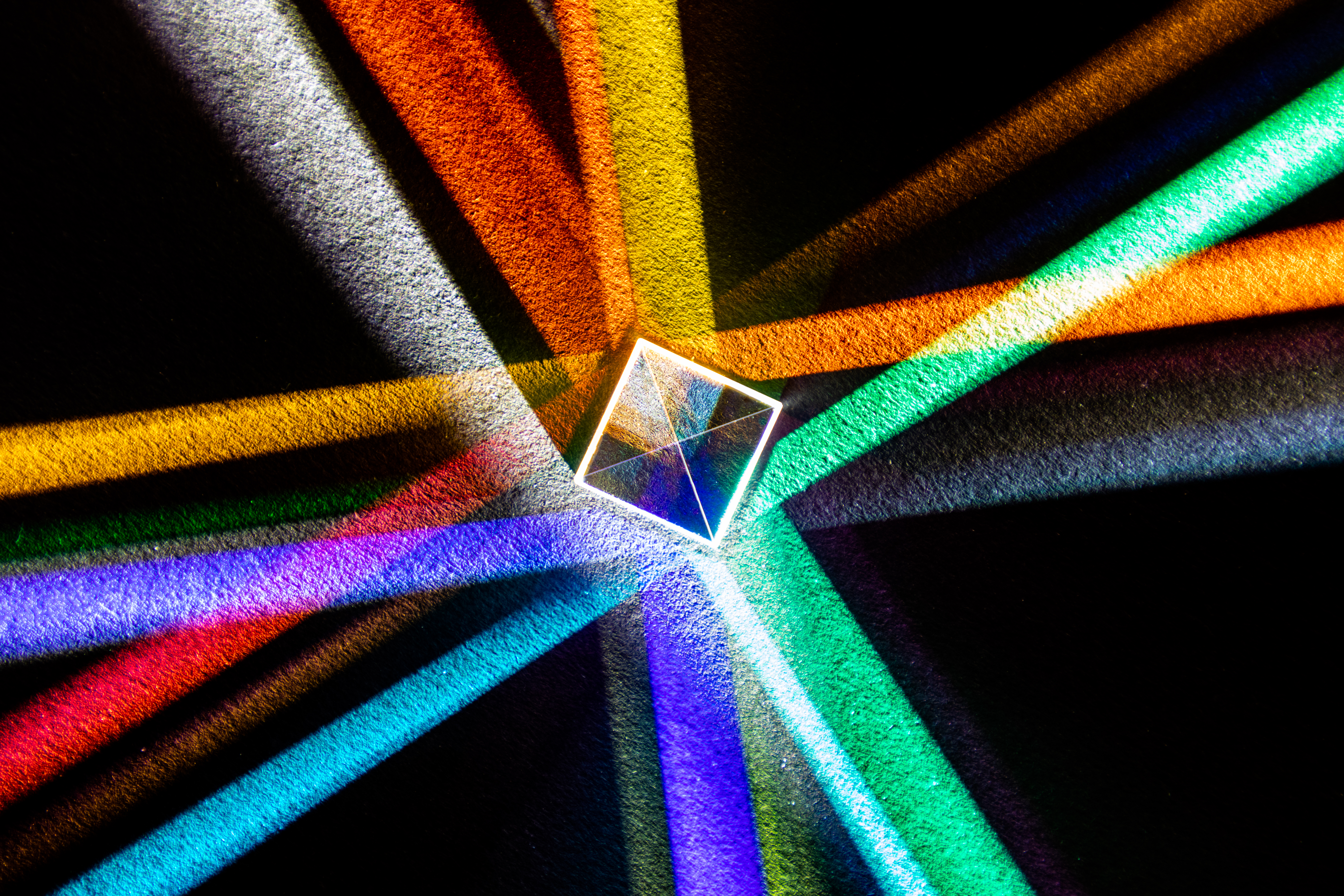
Dichroitisches Prisma

Umgekehrt können dichroitische Prismen auch genutzt werden, um Licht unterschiedlicher Wellenlänge zu kombinieren. In einigen Videoprojektoren werden für Rot-, Grün- und  Blauanteil separate Modulatoren eingesetzt, das Licht über dichroitische Prismen vereint, um durch ein Objektiv projiziert zu werden. Die hier hauptsächlich verwendete Anordnung wird als X-Cube bezeichnet.